# ان‌ان‌ک
ان‌ان‌ک (به انگلیسی: NNK) با فرمول شیمیایی C۱۰H۱۳N۳O۲ یک ترکیب شیمیایی است.